# Maurice Delannoy
Maurice Delannoy (Parijs, 11 maart 1885 - aldaar, 26 april 1972) was een Frans beeldhouwer, medailleur en graveur van munten en medailles .
Delannoy studeerde aan de École Germain Pilon bij Charles Valton en Jules Edward Røin en was lid van de "Société des artistes français". Zijn werk werd in 1931 met een medaille bekroond. Delannoy ontwierp Marokkaanse, Libanese en Monegaskische munten. De Catalogue général illustré des éditions de la Monnaie de Paris noemt 99 medailles van zijn hand, vaak legpenningen. Zo was onder andere de Medaille voor Burgergevangenen, Gedeporteerden en Gijzelaars tijdens de Grote Oorlog van zijn hand. Delannoy werd in 1947 benoemd tot Ridder in het Legioen van Eer.

## Galerij

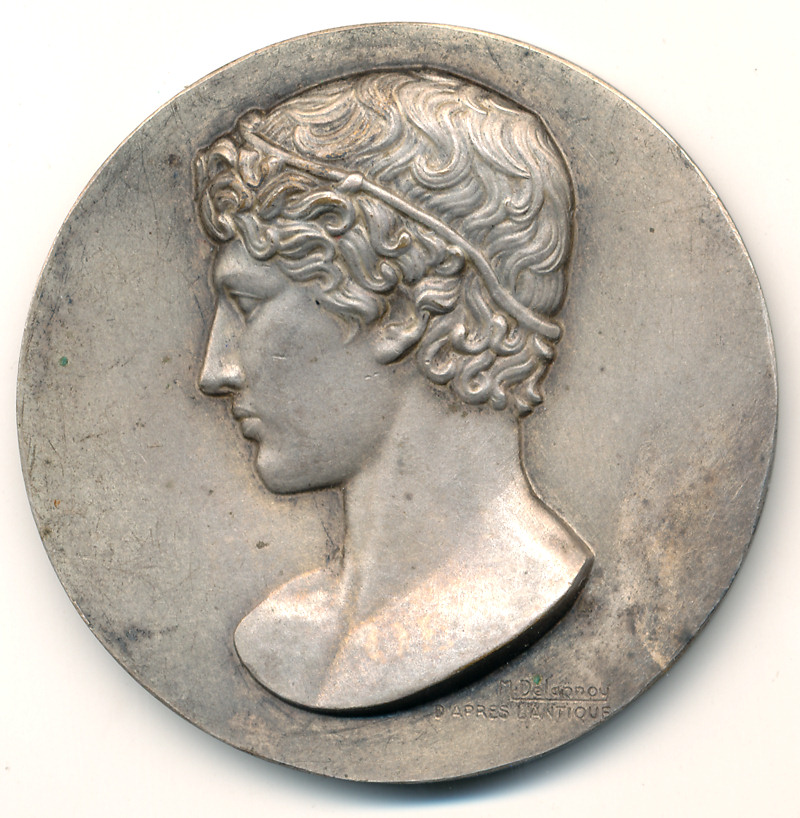
Verzilverde bronzen medaille, gesigneerd M. Delannoy d'après l'antique.
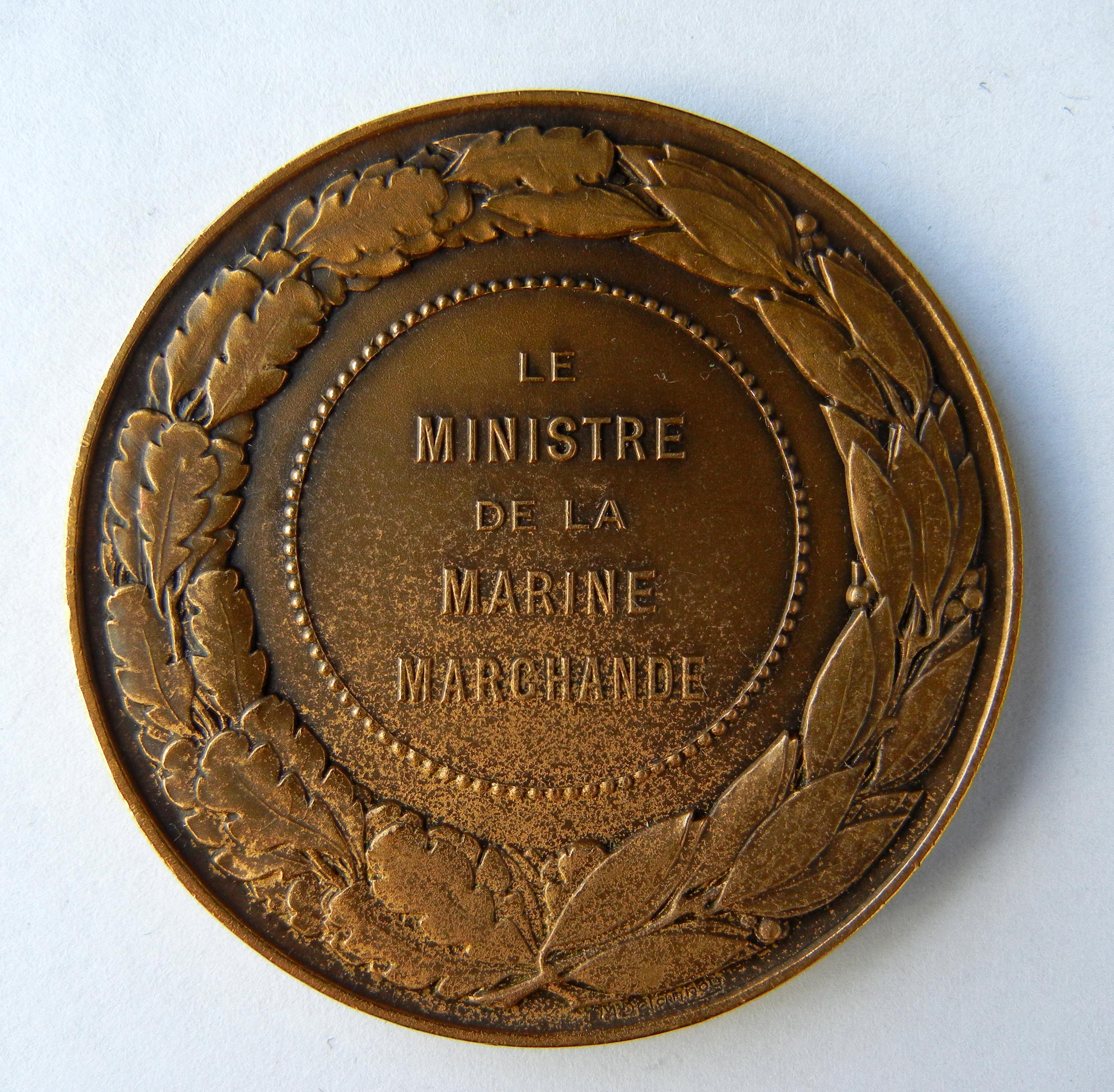
Medaille van het Ministerie van Koopvaardij.
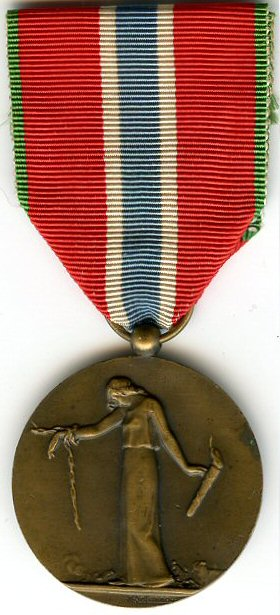
Medaille voor Burgergevangenen, Gedeporteerden en Gijzelaars tijdens de Grote Oorlog